# Les Tourailles
Les Tourailles foi uma comuna francesa na região administrativa da Normandia, no departamento Orne. Estendia-se por uma área de 2,49 km². Em 2010 a comuna tinha 71 habitantes (densidade: 28,5 hab./km²).
Em 1 de janeiro de 2016, passou a formar parte da nova comuna de Athis-Val de Rouvre.